# Wałerij Łebed´
Wałerij Ihorowycz Łebed´, ukr. Валерій Ігорович Лебедь (ur. 5 stycznia 1989 w Charkowie) – ukraiński piłkarz, grający na pozycji pomocnika.

## Kariera piłkarska

### Kariera klubowa
Wychowanek klubu Szachtar Donieck, barwy którego bronił w juniorskich mistrzostwach Ukrainy (DJuFL). Karierę piłkarską rozpoczął 31 lipca 2006 w trzeciej drużynie Szachtara. W 2010 został piłkarzem Olimpiku Donieck. W maju 2016 za obopólną zgodą opuścił Olimpik.

### Kariera reprezentacyjna
Występował w juniorskich reprezentacjach Ukrainy U-16 i U-18

## Sukcesy i odznaczenia

### Sukcesy klubowe
Szachtar Donieck U-21
- mistrz Młodzieżowych Mistrzostw Ukrainy: 2008/09

Olimpik Donieck
- mistrz Drugiej lihi Ukrainy: 2010/11
- mistrz Pierwszej lihi Ukrainy: 2013/14